# Liste der Stolpersteine in Themar
Die Liste der Stolpersteine in Themar enthält die Stolpersteine, die im Rahmen des gleichnamigen Kunstprojekts von Gunter Demnig in Themar verlegt wurden. Mit ihnen soll Opfern des Nationalsozialismus gedacht werden, die in Themar lebten und wirkten.

## Verlegte Stolpersteine
In Themar wurden 66 Stolpersteine an 14 Standorten verlegt.
| Stolperstein | Inschrift | Verlegeort               | Name, Leben                                     |
| --- | --- | ------------------------ | ----------------------------------------------- |
| | HIER WOHNTE ALMA BACHMANN GEB. HEIMANNSOHN GEDEMÜDIGT/ ENTRECHTET TOT 1941                                                                                            | Leninstraße 20           | Alma Bachmann geb. Heimannsohn                  |
| | HIER WOHNTE MAX BACHMANN JG. 1871 ,,SCHUTZHAFT” 1938 BUCHENWALD VERHAFTET 1941 BUCHENWALD ERMORDET 1942 BERNBURG                                                      | Leninstraße 20           | Max Bachmann                                    |
| | HIER WOHNTE SOPHIE BACHMANN JG. 1906 FLUCHT PALÄSTINA | Leninstraße 20           | Sophie Cyderovitch geb. Bachmann                |
| | HIER WOHNTE KLARA EISENFRESSER JG. 1848 GEDEMÜTIGT/ENTRECHTET UNFREIWILLIG VERZOGEN 1939 BERLIN TOT APRIL 1940                                                        | Schulstraße 9            | Klara Eisenfresser                              |
| | HIER WOHNTE PAULA FRANKENBERG JG. 1895 VERHAFTET 1942 RAVENSBRÜCK DEPORTIERT AUSCHWITZ ERMORDET 9.10.1942                                                             | Leninstraße 20           | Paula Frankenberg                               |
| | HIER WOHNTE LOTHAR FRANKENBERG JG. 1897 ,,SCHUTZHAFT” 1938 BUCHENWALD FLUCHT 1939 USA KANADA                                                                          | Leninstraße 20           | Lothar Frankenberg                              |
| | HIER WOHNTE KLARA FRANKENBERG GEB. BAUER JG. 1863 DEPORTIERT 1942 THERESIENSTADT ERMORDET 30.12.1942                                                                  | Leninstraße 20           | Klara Frankenberg geb. Bauer                    |
| | HIER WOHNTE HERBERT GASSENHEIMER JG. 1898 ,,SCHUTZHAFT” 1938 BUCHENWALD FLUCHT 1939 ENGLAND                                                                           | Friedensstraße 9         | Herbert Gassenheimer                            |
| | HIER WOHNTE EDITH GASSENHEIMER GEB. SCHETTMAR JG.1911 UNFREIWILLIG VERZOGEN 1939 GELSENKIRCHEN DEPORTIERT 1942 RIGA ERMORDET                                          | Friedensstraße 9         | Edith Gassenheimer geb. Schettmar               |
| | HIER WOHNTE HILDA SACHS JG. 1912 FLUCHT 1936 SÜD AFRIKA | Georg-Kempt-Str. 12      | Hilda Sachs                                     |
| | HIER WOHNTE ERNST GASSENHEIMER JG. 1870 UNFREIWILLIG VERZOGEN 1939 GELSENKIRCHEN DEPORTIERT 1942 RIGA ERMORDET 26.3.1942                                              | Friedensstraße 9         | Ernst Gassenheimer                              |
| | HIER WOHNTE ALBERT GASSENHEIMER JG. 1901 FLUCHT 1936 SÜDAFRIKA | Friedensstraße 9         | Albert Gassenheimer                             |
| | HIER WOHNTE HANS GRÜNBAUM JG. 1916 FLUCHT 1934 PALÄSTINA | Bahnhofstraße 23         | Hans Grünbaum                                   |
| | HIER WOHNTE HUGO GRÜNBAUM JG. 1868 ,,SCHUTZHAFT” 1938 BUCHENWALD DEPORTIERT 1942 THERESIENSTADT ERMORDET 24.10.1942                                                   | Bahnhofstraße 23         | Hugo Grünbaum                                   |
| | HIER WOHNTE KLARA GRÜNBAUM GEB. SCHLOSS JG. 1873 DEPORTIERT 1942 THERESIENSTADT ERMORDET 25.11.1942                                                                   | Bahnhofstraße 23         | Klara Grünbaum geb. Schloss                     |
| | HIER WOHNTE ERNA HAASS GEB. KAHN JG. 1897 GEDEMÜTIGT/ENTRECHTET TOT 12.10.1939                                                                                        | Schulstraße 1            | Erna Haaß geb. Kahn                             |
| | HIER WOHNTE ADOLF KAHN JG. 1902 ,,SCHUTZHAFT” 1938 BUCHENWALD DEPORTIERT 4.3.1943 ERMORDET IN AUSCHWITZ                                                               | Schulstraße 3            | Adolf Kahn                                      |
| | HIER WOHNTE HERBERT KAHN JG. 1900 ,,SCHUTZHAFT” 1938 UNFREIWILLIG VERZOGEN 1939 BERLIN DEPORTIERT 1943 ERMORDET IN AUSCHWITZ                                          | Schulstraße 3            | Herbert Kahn                                    |
| | HIER WOHNTE ANNA KLEEMANN GEB. SACHS JG. 1906 FLUCHT 1939 SHANGHAI | Georg-Kempt-Str. 12      | Anna Kleemann geb. Sachs                        |
| | HIER WOHNTE META KRAKAUER GEB. FRANKENBERG JG. 1866 DEPORTIERT 1942 THERESIENSTADT BEFREIT                                                                            | Bahnhofstraße 36         | Meta Krakauer geb. Frankenberg                  |
| | HIER WOHNTE HEINRICH LEVINSTEIN JG. 1919 FLUCHT 1935 USA ÜBERLEBT | Ernst-Thälmann-Straße 17 | Heinrich Levinstein                             |
| | HIER WOHNTE MORITZ LEVINSTEIN JG. 1884 'SCHUTZHAFT' 1938 BUCHENWALD TOT NOV. 1938                                                                                     | Ernst-Thälmann-Straße 17 | Moritz Levinstein                               |
| | HIER WOHNTE NANETT LEVINSTEIN GEB. MAYER JG. 1889 FLUCHT 1941 USA ÜBERLEBT                                                                                            | Ernst-Thälmann-Straße 17 | Nanette Levinstein geb. Levinstein              |
| | HIER WOHNTE KAROLINE MAYER GEB. EISENFRESSER JG.1847 GEDEMÜTIGT/ENTRECHTET UNFREIWILLIG VERZOGEN 1939 BERLIN TOT 3.3.1940                                             | Schulstraße 9            | Karoline Mayer geb. Eisenfresser                |
| | HIER WOHNTE FLORA MÜLLER GEB. WOLF JG.1909 FLUCHT 1941 USA | Schulstraße 9            | Flora Müller geb. Wolf                          |
| Bild gesucht Die Wikipedia wünscht sich an dieser Stelle ein Bild vom Ort mit diesen Koordinaten 50.50667 10.61343 . Motiv: Stolperstein Clara Müller Falls du dabei helfen möchtest, erklärt die Anleitung , wie das geht. BW    | HIER WOHNTE CLARA MÜLLER GEB. NUSSBAUM JG. 1890 DEPORTIERT 1942 BELZYCE ERMORDET                                                                                      | Meininger Straße 17      | Clara Müller geb. Nussbaum                      |
| | HIER WOHNTE FRIEDA MÜLLER GEB. FREUDENBERGER JG. 1874 DEPORTIERT 1942 THERESIENSTADT ERMORDET 6.11.1943                                                               | Bahnhofstraße 3          | Frieda Müller geb. Freudenberger                |
| Bild gesucht Die Wikipedia wünscht sich an dieser Stelle ein Bild vom Ort mit diesen Koordinaten 50.50667 10.61343 . Motiv: Stolperstein Herbert Müller Falls du dabei helfen möchtest, erklärt die Anleitung , wie das geht. BW  | HIER WOHNTE HERBERT MÜLLER JG. 1913 'SCHUTZHAFT' 1938 BUCHENWALD FLUCHT 1941 USA                                                                                      | Meininger Straße 17      | Herbert Müller                                  |
| | HIER WOHNTE MARTHA MÜLLER VERH. STEINDLER JG. 1906 DEPORTIERT 1942 ERMORDET IN MINSK                                                                                  | Bahnhofstraße 3          | Martha Müller ver. Steindler                    |
| | HIER WOHNTE MAX MÜLLER JG. 1873 'SCHUTZHAFT' 1938 BUCHENWALD DEPORTIERT 1942 THERESIENSTADT ERMORDET 26.11.1943                                                       | Bahnhofstraße 3          | Max Müller I                                    |
| Bild gesucht Die Wikipedia wünscht sich an dieser Stelle ein Bild vom Ort mit diesen Koordinaten 50.50667 10.61343 . Motiv: Stolperstein Max II Müller Falls du dabei helfen möchtest, erklärt die Anleitung , wie das geht. BW   | HIER WOHNTE MAX MÜLLER JG. 1884 'SCHUTZHAFT' 1938 BUCHENWALD DEPORTIERT 1942 BELZYCE ERMORDET                                                                         | Meininger Straße 17      | Max Müller II                                   |
| Bild gesucht Die Wikipedia wünscht sich an dieser Stelle ein Bild vom Ort mit diesen Koordinaten 50.50667 10.61343 . Motiv: Stolperstein Meinhold Müller Falls du dabei helfen möchtest, erklärt die Anleitung , wie das geht. BW | HIER WOHNTE MEINHOLD MÜLLER JG. 1919 FLUCHT 1936 ITALIEN 1938 SCHWEDEN                                                                                                | Meininger Straße 17      | Meinhold Müller                                 |
| | HIER WOHNTE SEMI MÜLLER JG. 1901 EINGEWIESEN 1922 CHRISTLICHE PFLEGEANSTALT SCHMALKADEN-AUE ERMORDET 1943                                                             | Bahnhofstraße 3          | Semi Müller                                     |
| Bild gesucht Die Wikipedia wünscht sich an dieser Stelle ein Bild vom Ort mit diesen Koordinaten 50.50667 10.61343 . Motiv: Stolperstein Willi Müller Falls du dabei helfen möchtest, erklärt die Anleitung , wie das geht. BW    | HIER WOHNTE WILLI MÜLLER JG. 1922 FLUCHT 1938 PALÄSTINA | Meininger Straße 17      | Willi Müller                                    |
| | HIER WOHNTE PAULINE MÜLLER GEB. STEINDLER JG. 1885 UNFREIWILLIG VERZOGEN 1939 BERLIN DEPORTIERT 1942 AUSCHWITZ ERMORDET                                               | Meininger Straße 5       | Pauline Müller geb. Steindler                   |
| | HIER WOHNTE JULIUS MÜLLER JG. 1919 FLUCHT 1939 DÄNEMARK 1943 SCHWEDEN                                                                                                 | Meininger Straße 5       | Julius Müller                                   |
| | HIER WOHNTE ELSE NEUHAUS GEB. GRÜNBAUM JG. 1905 DEPORTIERT 1942 BELZYCE ERMORDET                                                                                      | Bahnhofstraße 23         | Else Neuhaus geb. Grünbaum                      |
| | HIER WOHNTE ARTHUR NEUHAUS JG. 1901 DEPORTIERT 1942 BELZYCE ERMORDET                                                                                                  | Bahnhofstraße 23         | Arthur Neuhaus                                  |
| | HIER WOHNTE INGE NEUHAUS JG. 1937 DEPORTIERT 1942 BELZYCE ERMORDET | Bahnhofstraße 23         | Inge Neuhaus                                    |
| | HIER WOHNTE ARTUR PLAUT JG. 1901 'SCHUTZHAFT' 1938 BUCHENWALD FLUCHT 1939 ENGLAND 1942 USA                                                                            | Markt 8                  | Artur Plaut                                     |
| | HIER WOHNTE ELLI PLAUT GEB. BÄR JG. 1911 UNFREIWILLIG VERZOGEN 1940 BERLIN FLUCHT 1941 USA                                                                            | Markt 8                  | Elli Plaut geb. Bär                             |
| | HIER WOHNTE HANNA KAROLA PLAUT JG. 1935 UNFREIWILLIG VERZOGEN 1940 BERLIN FLUCHT 1941 USA                                                                             | Markt 8                  | Hanna Karola Plaut                              |
| | HIER WOHNTE LOTTE ROSENBAUM GEB. GASSENHEIMER JG. 1899 UNFREIWILLIG VERZOGEN 1939 GELSENKIRCHEN FLUCHT 1941 SPANIEN                                                   | Friedensstraße 9         | Charlotte „Lotte“ Rosenbaum geb. Gassenheimer   |
| | HIER WOHNTE WALTHER ROSENBAUM JG.1924 UNFREIWILLIG VERZOGEN 1939 GELSENKIRCHEN FLUCHT 1941 SPANIEN                                                                    | Friedensstraße 9         | Walther Rosenbaum                               |
| | HIER WOHNTE ELSE ROSENBERG GEB. KAHN JG. 1888 DEPORTIERT 1942 THERESIENSTADT ERMORDET IN AUSCHWITZ                                                                    | Schulstraße 3            | Else Rosenberg geb. Kahn                        |
| | HIER WOHNTE MARKUS ROSENBERG JG. 1886 ,,SCHUTZHAFT” 1938 BUCHENWALD DEPORTIERT 1942 THERESIENSTADT ERMORDET 17.7.1943                                                 | Schulstraße 3            | Markus Rosenberg                                |
| | HIER WOHNTE JULIUS ROSENBERG JG. 1910 ,,SCHUTZHAFT” 1938 BUCHENWALD VERHADTET 1939 ZWANGSARBEITSLAGER NEUNDORF DEPORTIERT 1943 AUSCHWITZ-BIRKENAU ERMORDET            | Schulstraße 3            | Julius Rosenberg                                |
| | HIER WOHNTE BERTA ROSENGARTEN GEB. SCHWAB JG. 1893 UNFREIWILLIG VERZOGEN 1936 MEININGEN FLUCHT 1939 SHANGHAI ÜBERLEBT                                                 | Bahnhofstraße 7          | Berta Rosengarten geb. Schwab                   |
| | HIER WOHNTE ERICH ROSENGARTEN JG. 1922 UNFREIWILLIG VERZOGEN 1936 MEININGEN VERHAFTET 1938 BUCHENWALD FLUCHT 1939 SHANGHAI ÜBERLEBT                                   | Bahnhofstraße 7          | Erich Rosengarten                               |
| | HIER WOHNTE MANFRED ROSENGARTEN JG. 1921 UNFREIWILLIG VERZOGEN 1936 MEININGEN FLUCHT 1939 SHANGHAI                                                                    | Bahnhofstraße 7          | Manfred Rosengarten                             |
| | HIER WOHNTE PAUL ROSENGARTEN JG. 1893 UNFREIWILLIG VERZOGEN 1936 MEININGEN VERHAFTET 1938 'ARBEITSSCHEU REICH' FLUCHT 1939 SHANGHAI                                   | Bahnhofstraße 7          | Paul Rosengarten                                |
| | HIER WOHNTE HELENE SACHS GEB. RINDSBERG JG. 1858 FLUCHT 1941 USA | Bahnhofstraße 25         | Helene Sachs geb. Rindsberg                     |
| | HIER WOHNTE FELIX SACHS JG. 1895 FLUCHT 1941 USA | Bahnhofstraße 25         | Felix Sachs                                     |
| | HIER WOHNTE MORITZ SACHS JG. 1868 ,,SCHUTZHAFT” 1938 BUCHENWALD FLUCHT 1939 USA                                                                                       | Georg-Kempt-Str. 12      | Moritz Sachs                                    |
| | HIER WOHNTE ROBERT SACHS JG. 1913 FLUCHT 1939 ENGLAND | Georg-Kempt-Str. 12      | Robert Sachs                                    |
| | HIER WOHNTE FEODOR SACHS JG. 1909 ,,SCHUTZHAFT” 1938 BUCHENWALD FLUCHT 1939 SHANGHAI                                                                                  | Georg-Kempt-Str. 12      | Feodor Sachs                                    |
| | HIER WOHNTE NORBERT SANDER JG. 1921 HEILANSTALT WEILMÜNSTER 'VERLEGT' 7.2.1941 HADAMAR ERMORDET 7.2.1941 'AKTION T 4'                                                 | Leninstraße 20           | Norbert Sander                                  |
| | HIER WOHNTE LOUIS SANDER JG. 1889 VERHAFTET 1938 'JUNI-AKTION' ,,SCHUTZHAFT” 1938 BUCHENWALD FLUCHT 1939 SHANGHAI                                                     | Leninstraße 20           | Louis Sander                                    |
| | HIER WOHNTE MARION SANDER JG. 1923 FLUCHT 1939 USA | Leninstraße 20           | Marion Sander                                   |
| | HIER WOHNTE ROSA SCHLOSS JG. 1891 UNFREIWILLIG VERZOGEN 1940 BAD NAUHEIM DEPORTIERT 1942 ERMORDET IN TREBLINKA                                                        | Markt 8                  | Rosa Schloss                                    |
| | HIER WOHNTE MAX STEINDLER JG. 1893 JUNI-AKTION 1938 ,,SCHUTZHAFT’ NOV 1938 BUCHENWALD UNFREIWILLIG VERZOGEN 1940 BERLIN DEPORTIERT 1942 MINSK MALY TROSTINEK ERMORDET | Meininger Straße 5       | Max Steindler                                   |
| | HIER WOHNTE NANNY STEINDLER GEB. RINDSBERG JG. 1854 UNFREIWILLIG VERZOGEN 1939 ESCHWEGE DEPORTIERT 1942 THERESIENSTADT ERMORDET                                       | Meininger Straße 5       | Nanny Steindler geb. Rindsberg                  |
| | HIER WOHNTE ADALBERT STERN JG. 1919 FLUCHT 1939 ENGLAND | Markt 8                  | Adalbert Stern                                  |
| | HIER WOHNTE SELMA STERN GEB. SCHLOSS VERW. BÄR JG. 1888 UNFREIWILLIG VERZOGEN 1940 BERLIN DEPORTIERT 1942 RIGA ERMORDET                                               | Markt 8                  | Selma Stern geb. Schloß, verw. Bär, verw. Stern |
| | HIER WOHNTE ALBERT WOLF JG.1913 FLUCHT 1934 USA | Schulstraße 9            | Albert Wolf                                     |
| | HIER WOHNTE FRIEDA WOLF GEB. MAYER JG. 1881 UNFREIWILLIG VERZOGEN 1939 BERLIN FLUCHT 1941 USA                                                                         | Schulstraße 9            | Frieda Wolf geb. Mayer                          |

## Verlegedaten
- Mai 2013: Bahnhofstraße 7
- März 2014: Bahnhofstraße 3, Ernst-Thälmann-Straße 17
- November 2015: Markt 8, Meininger Straße 17
- September 2017: Schulstraße 3
- August 2018: Meininger Straße 5, Bahnhofstraße 25, Georg-Kemp-Straße 12
- August 2019: Bahnhofstraße 23, Leninstraße 20, Bahnhofstraße 36
- November 2021: Friedensstraße 9, Leninstraße 20, Schulstraße 9, Schulstraße 1

Typische Verlegesituationen:

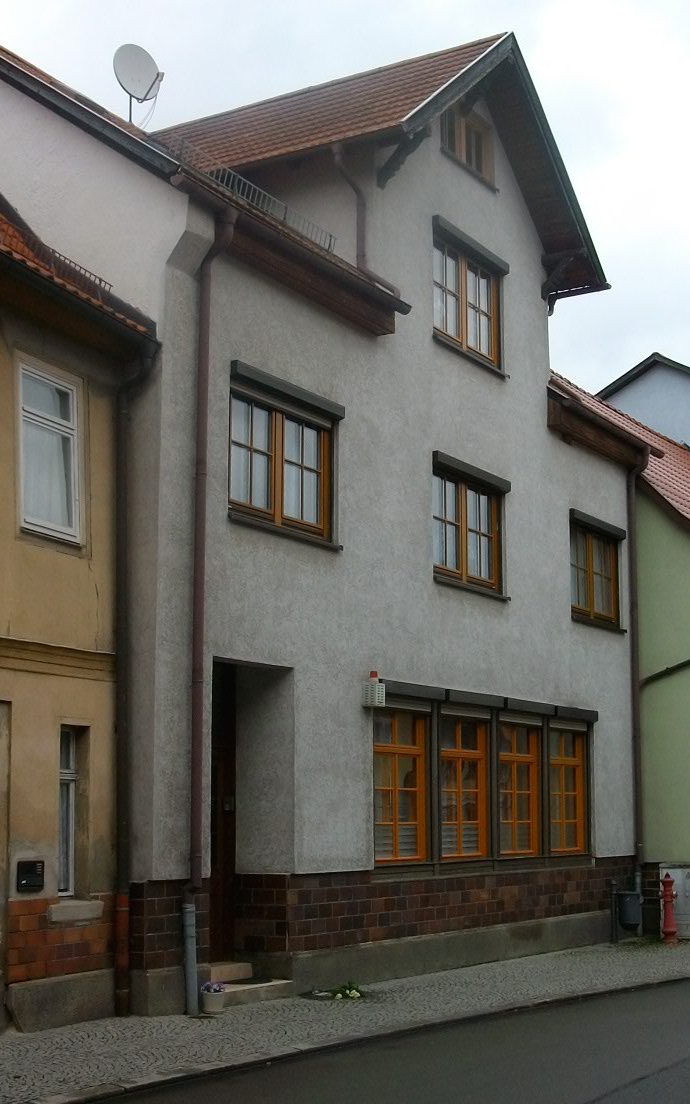
Bahnhofstraße 3
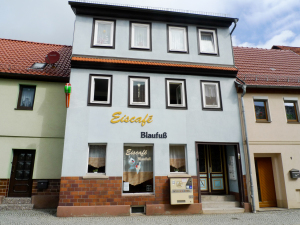
Bahnhofstraße 7
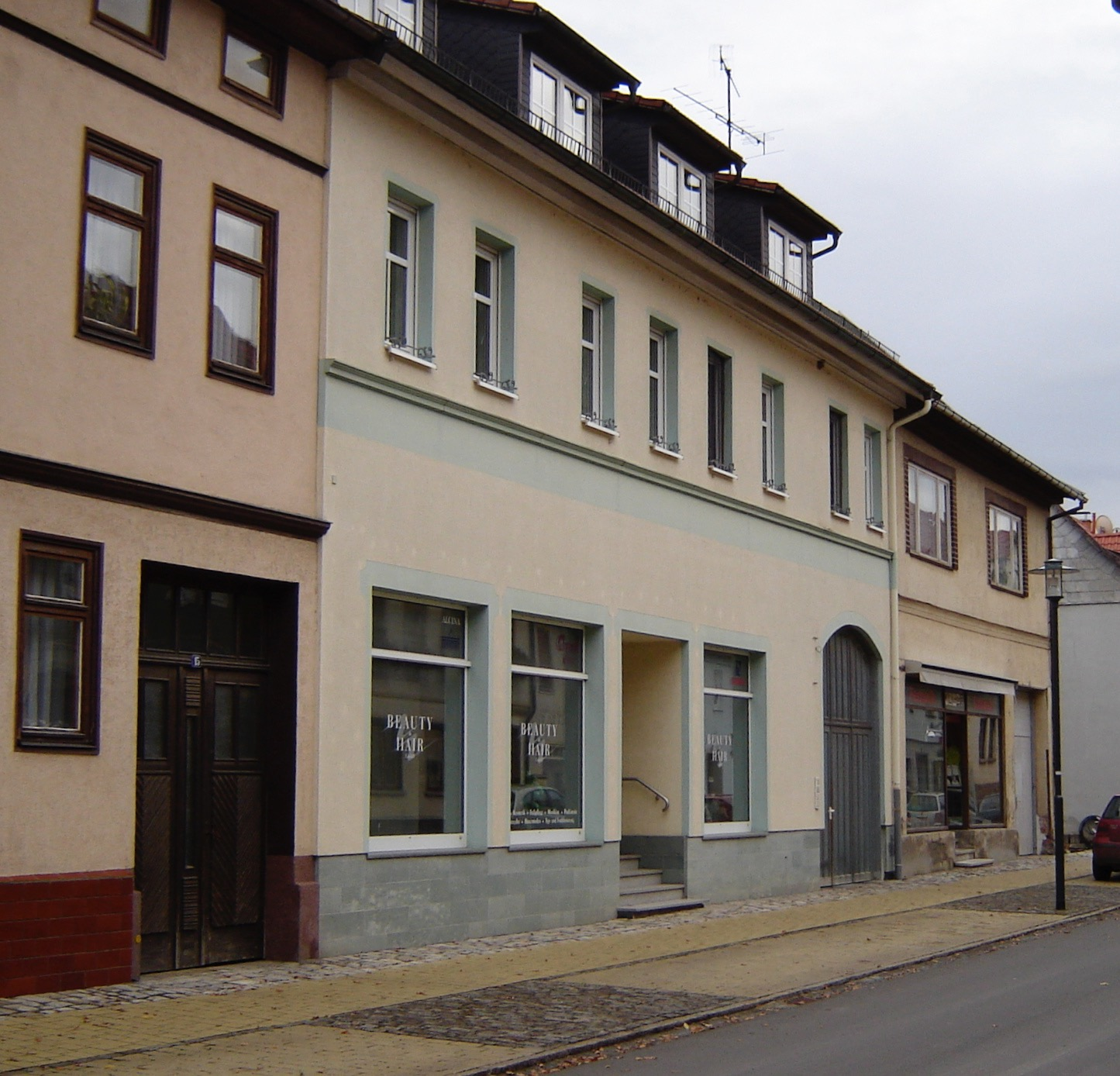
Ernst-Thälmann-Straße 17
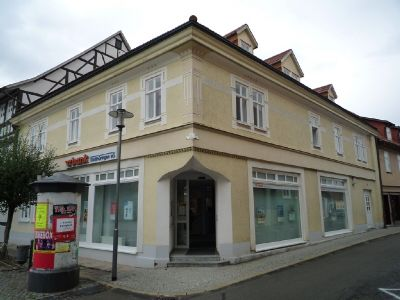
Markt 8
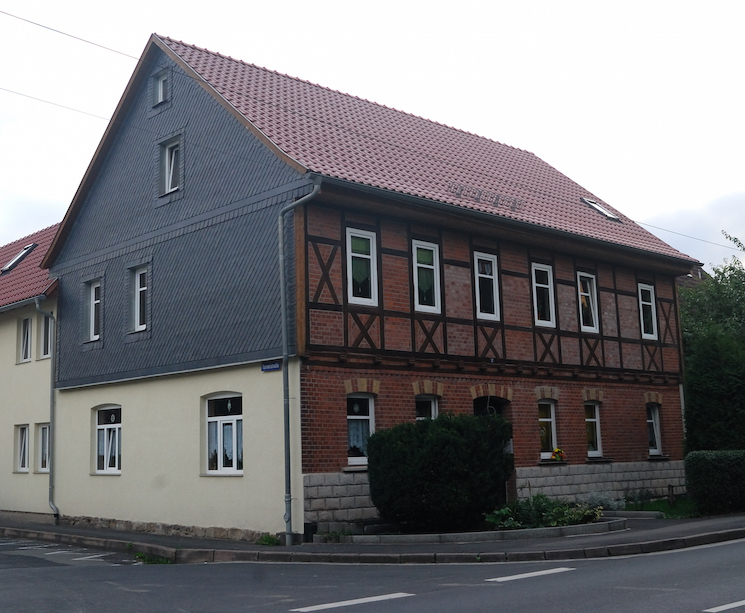
Meininger Straße 17
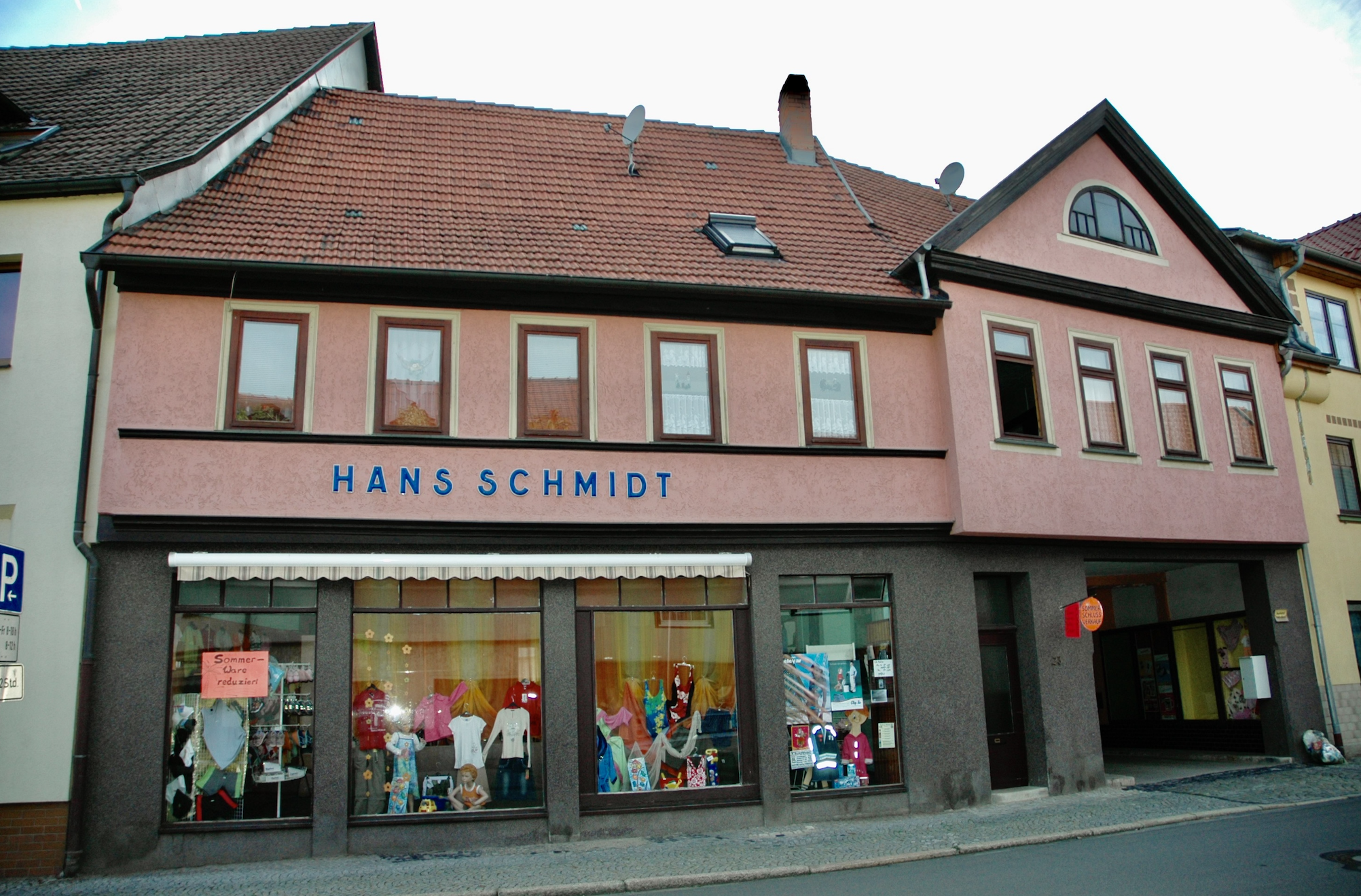
Bahnhofstraße 23
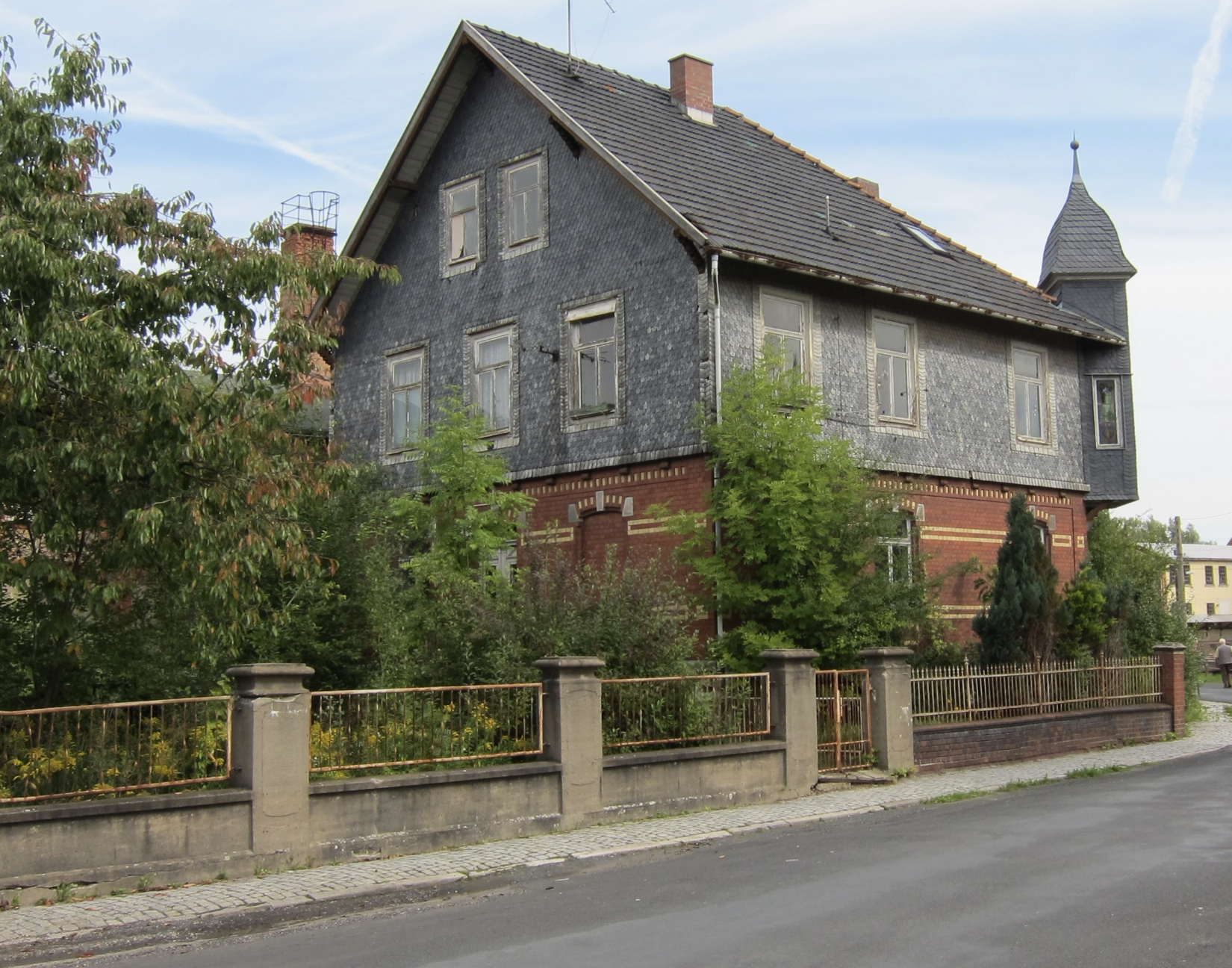
Friedensstraße 9
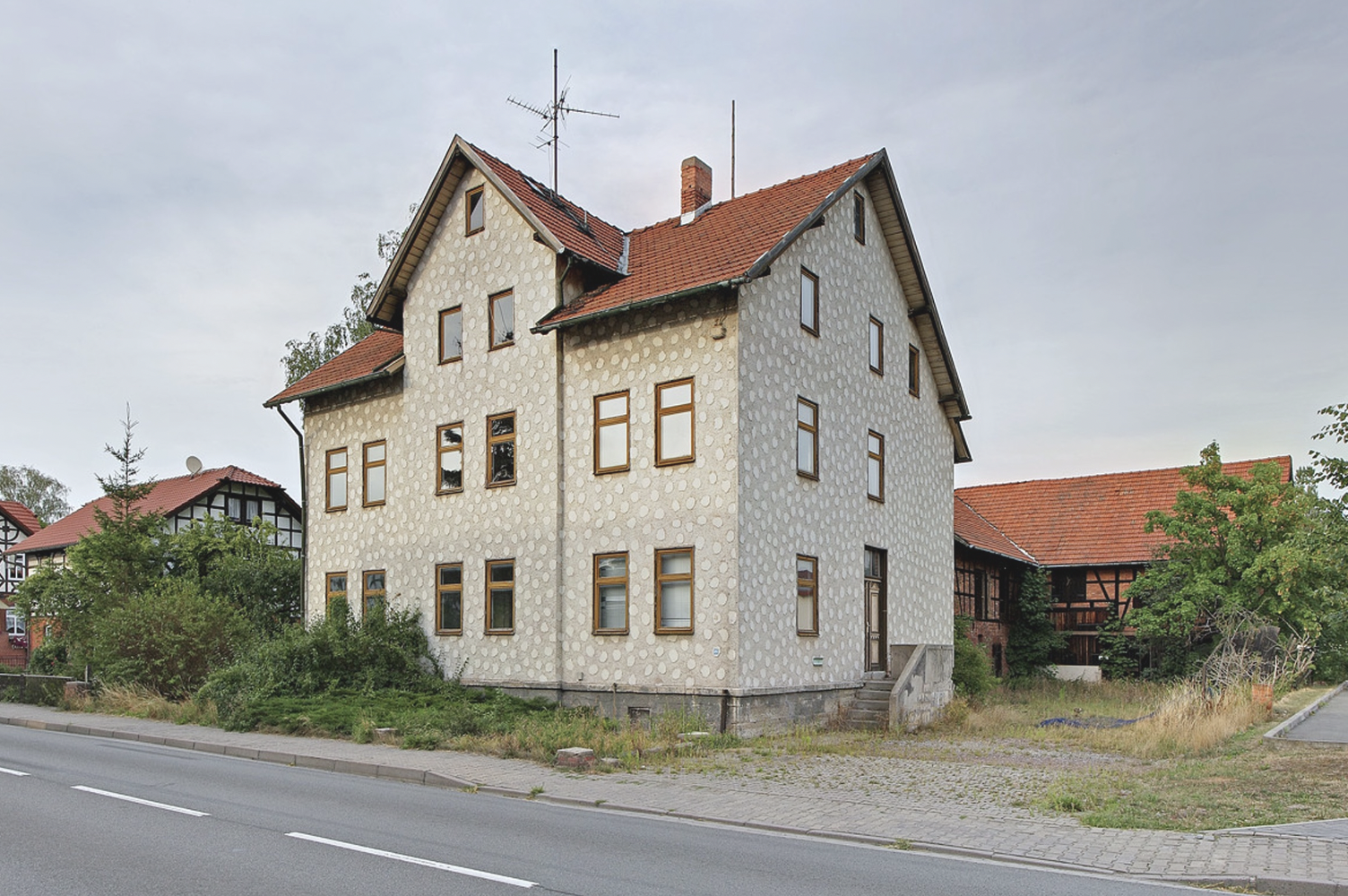
Leninstraße 20
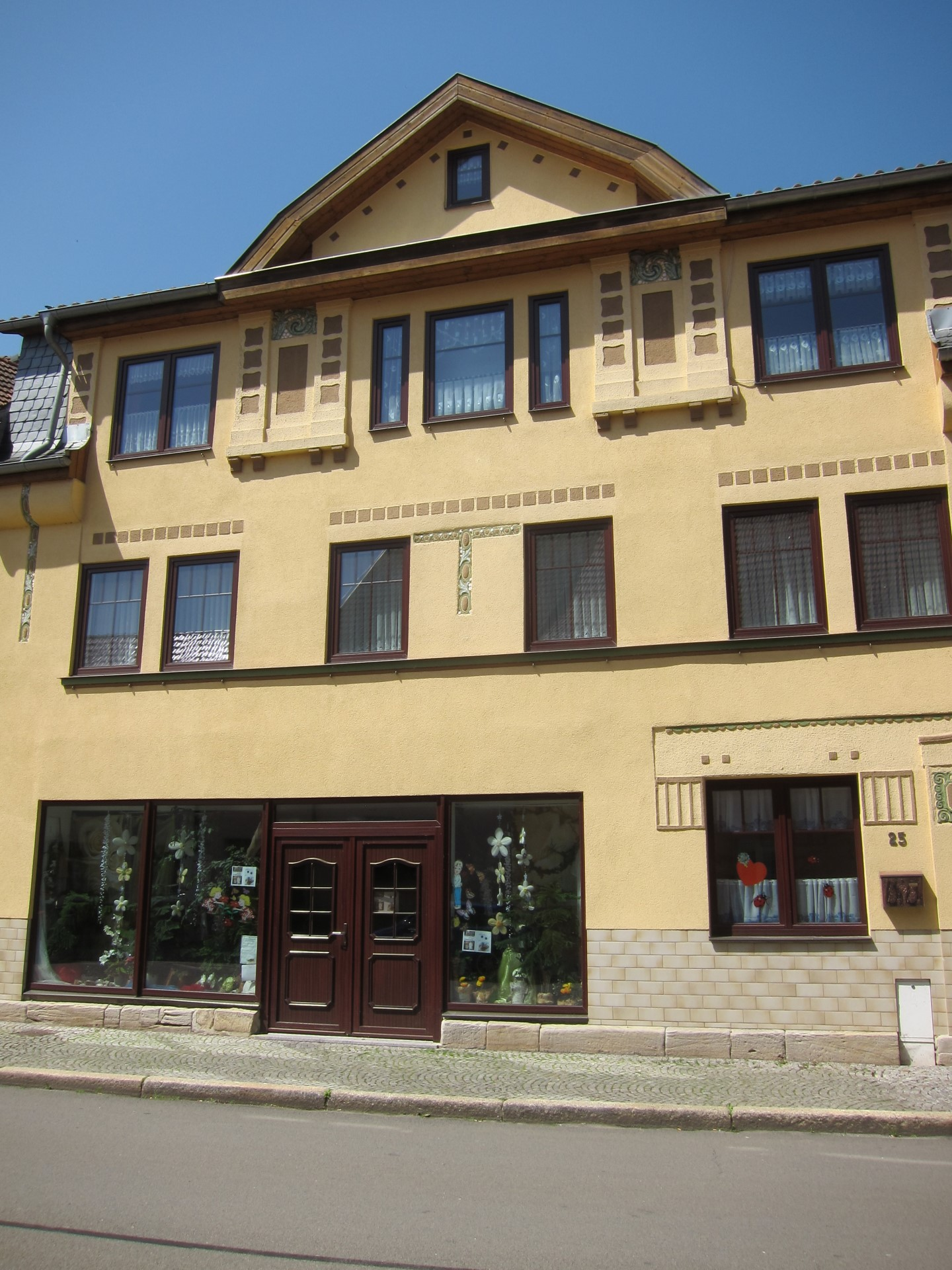
Bahnhofstraße 25
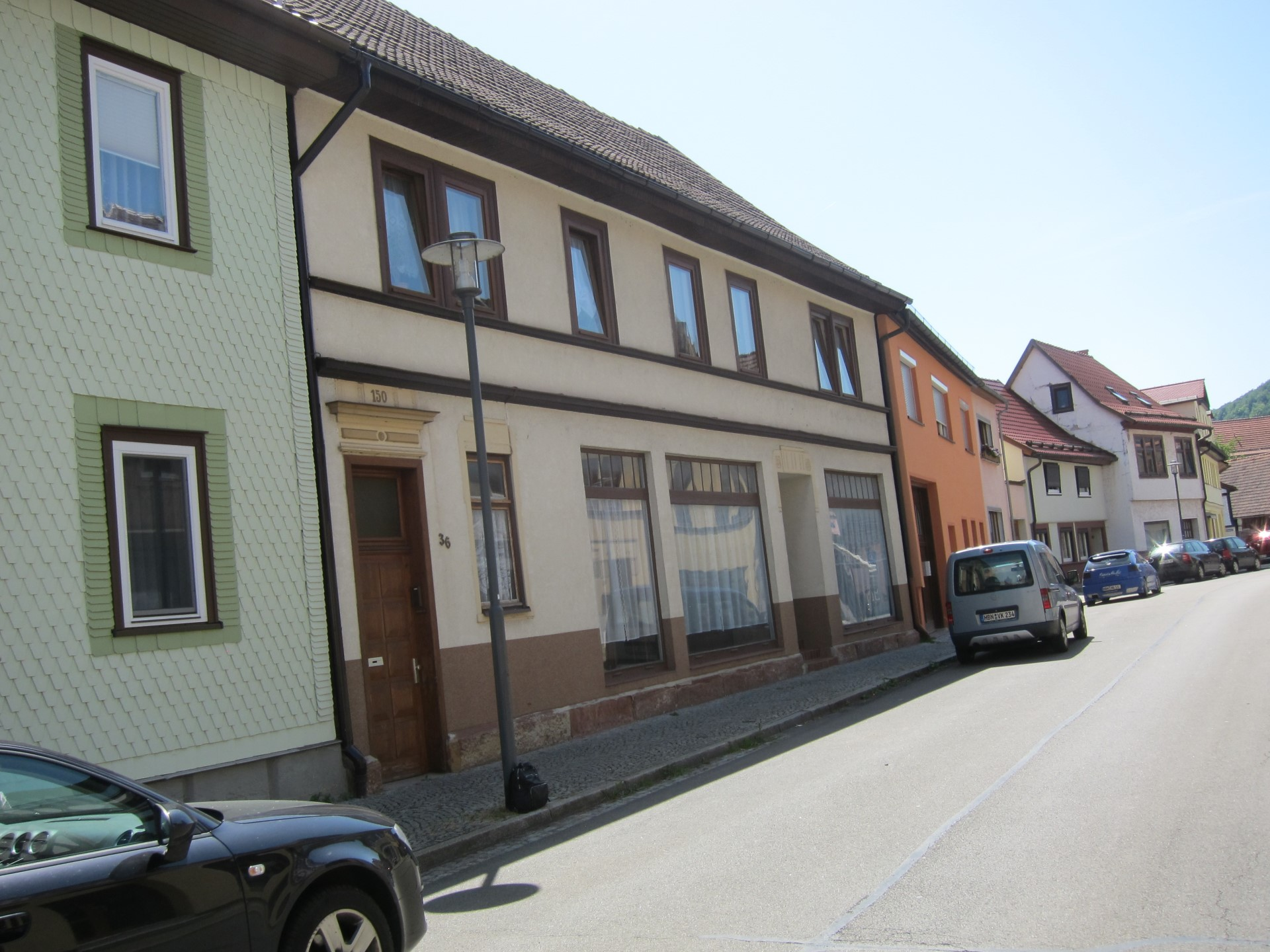
Bahnhofstraße 36
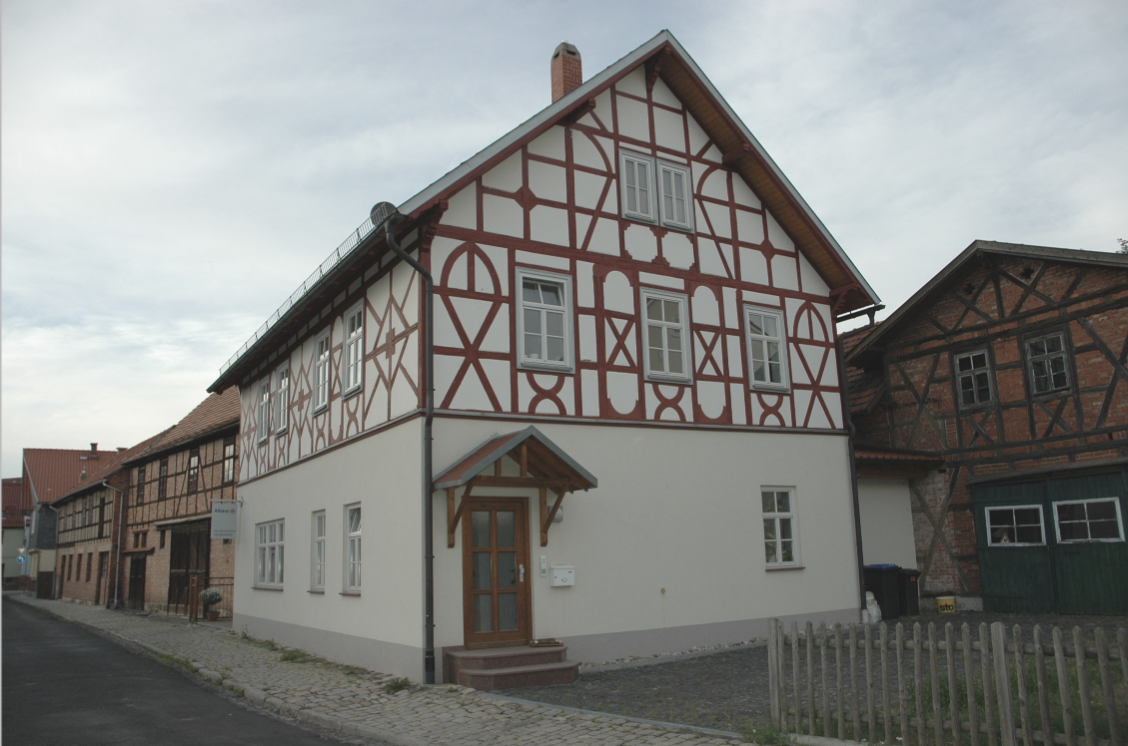
Schulstraße 1
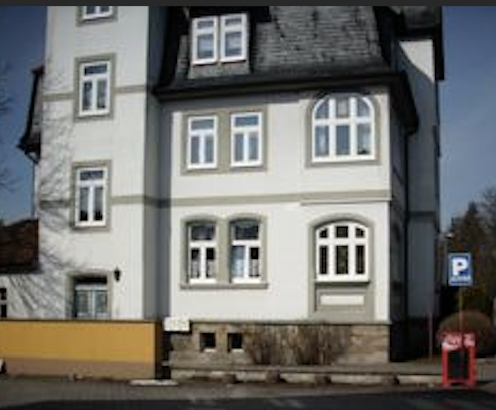
Meininger Straße 5
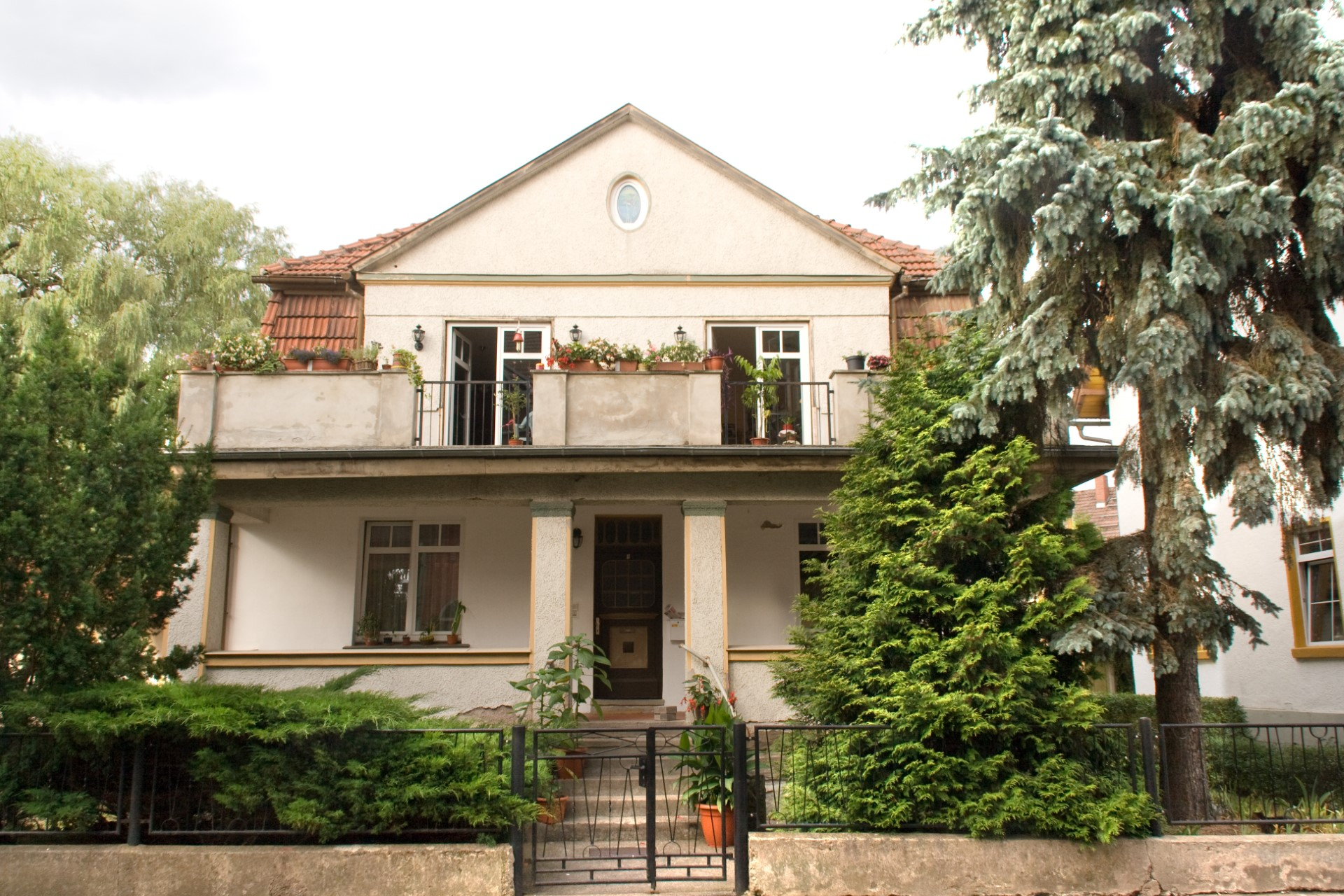
Schulstraße 9
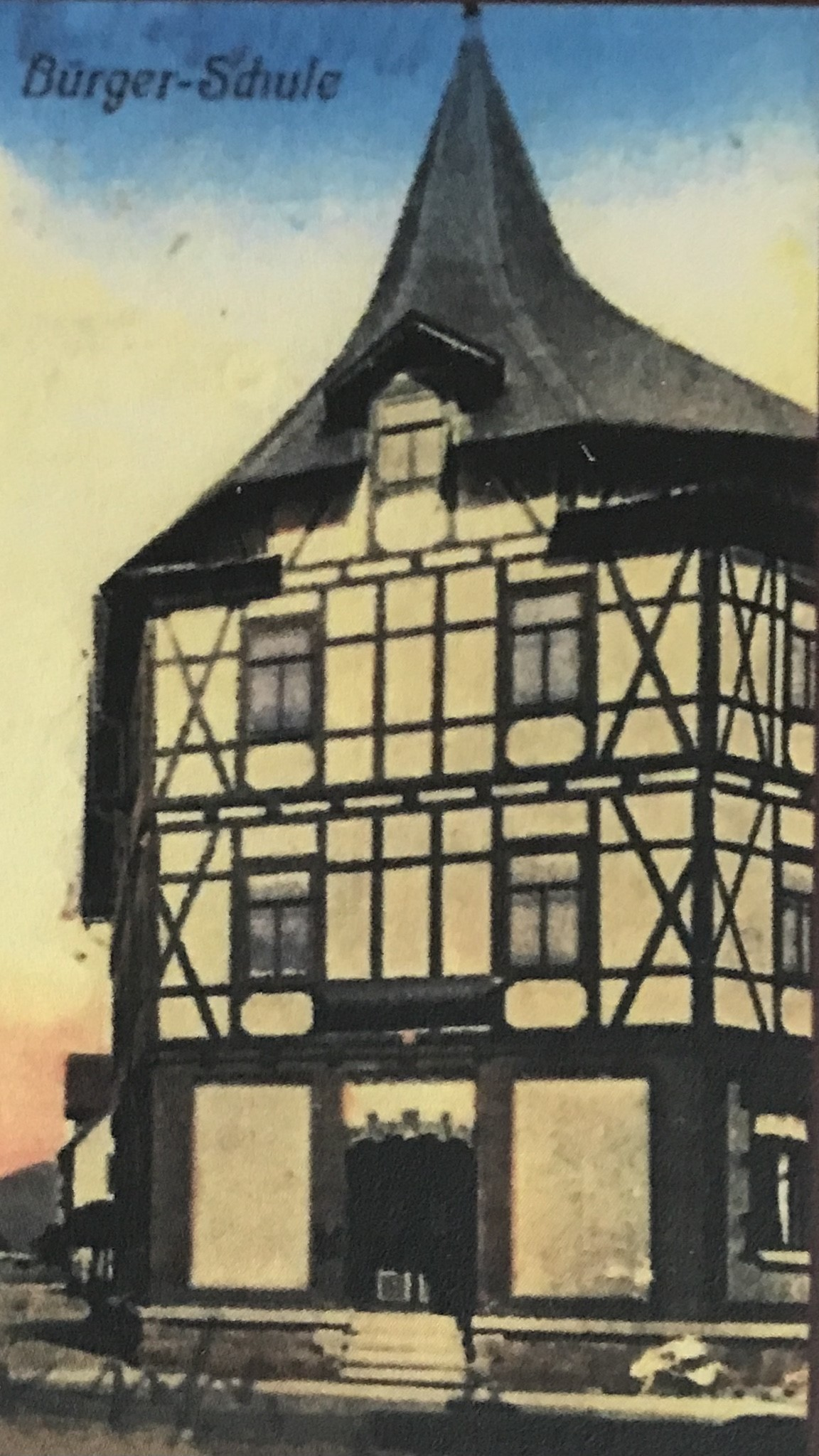
Schulstraße 3